# Megakyrka

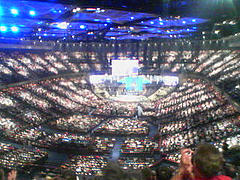
Lakewood Church

En megakyrka (engelska: megachurch) är en typ av protestantiska kyrkor som är vanligt förekommande i USA, men som har spritt sig även till övriga delar av världen. 
Megakyrkor har vanligen åtminstone ett par tusen medlemmar, men det finns andra kännetecken än storleken. Megakyrkor ligger ofta placerade i förorter eller sovstäder. De flesta har växt fram från 1950-talets mitt och framåt. I USA är de vanligast i de södra delstaterna, från Florida i öster, via det klassiska "Bibelbältet" till Kalifornien i väst. Megakyrkorna har ofta en evangelikal teologi. Många tillhör samfund till exempel baptismen eller pingströrelsen, eller nyare karismatiska rörelser som trosrörelsen. Det finns dock en stor grupp megakyrkor som tillhör friförsamlingar, det vill säga inte tillhör något samfund. Stilen i gudstjänsten är ofta modern. Även kyrkornas utseende, såväl exteriör som interiör, är ofta modern, och skiljer sig ganska mycket från traditionella sockenkyrkor och bönhus. På grund av sin storlek har en megakyrka vanligen ett stort utbud av sidoaktiviteter utöver gudstjänsterna, som till exempel skolor, förskolor, butiker, TV-stationer med mera.
Det för Charles Spurgeons 1861 uppförda Metropolitan Tabernacle var på flera sätt en föregångare till dagens megakyrkor. Som exempel på en svensk megakyrka kan man nämna Livets Ord i Uppsala. I engelskspråkig kontext definieras en megakyrka som en kyrka med 2 000 söndagliga/veckovisa gudstjänstfirare med en stor programbredd, rik verksamhet och stor frivilligverksamhet. Begreppet megakyrka hör främst protestantismen till, i USA finns även cirka 3 000 romersk-katolska kyrkor med minst 2 000 besökare men dessa brukar inte räknas som megakyrkor.

## Kritik
Medborgarrättsaktivisten Al Sharpton har kritiserat megakyrkorna för att fokusera på personlig moral och att det i stället mest handlar om pengar, men att man struntar i social rättvisa.
De flesta kyrkobesökarna i Nordamerika går till mindre kyrkor, med färre än 200 medlemmar.